# Enrique Segovia Rocaberti
Enrique Segovia Rocaberti (1853-1890) fue un político, periodista, poeta y autor dramático español.

## Biografía
Nació en Chinchón, provincia de Madrid, el 30 de agosto de 1853. Fue un político, periodista, poeta y autor dramático. Hizo los estudios de segunda enseñanza e inició las carreras de Leyes y de Filosofía y Letras, que abandonó en el cuarto año para dedicarse a la política (se afilió al Partido Republicano) y a la poesía. Escribió en periódicos políticos y de opinión como: El País, El Cronista y Madrid Político; así como en los semanarios cómicos El Coco y Madrid Cómico. El 7 de marzo de 1885 se casó con la escritora y actriz madrileña Sofía Romero. Murió en Pinto (Madrid) el 19 de febrero de 1890, a los 37 años.

## Obra

### Teatro
- X!
- Amnistía general
- Causas criminales
- Cortarse la coleta
- De incognito
- El egoísmo
- El indiano
- El inicuo
- El judío errante
- El turno pacífico
- El voto de castidad
- Entre dos tíos
- La alcaldesa
- La alondra y el gorrión
- La baronesita
- La boda de mi criada
- La comedia de Alarcón
- La galantería
- La pareja de baile
- Las mejores armas
- Los niños terribles

### Poesía
- Catálogo Humorístico en verso de la Exposición Nacional de Bellas Artes de 1887
- En la brecha

### Novela
- El instrumento
- La Giralda
- La tuna
- Las gemelas
- Las vírgenes locas (novela escrita entre diversos literatos de su época, como: Leopoldo Alas "Clarín", Luis Taboada, José Ortega Munilla, Vital Aza, Sinesio Delgado, Miguel Ramos Carrión, Pedro Bofill, Eduardo de Palacio y José Estremera, en la que cada uno debía escribir un capítulo diferente)
- Virgo y Capricornio